# Landon (Name)
Landon ist als Variante von Langdon ein ursprünglich wohnortbezogener englischer Familienname und von diesem abgeleiteter männlicher Vorname, der hauptsächlich in den USA und Kanada vorkommt. Der altenglische Ortsname hatte die Bedeutung „Bergrücken“. Eine Verkleinerungsform des Namens ist Lanny.

## Namensträger

### Vorname
- Landon Donovan (* 1982), US-amerikanischer Fußballspieler
- Landon Ferraro (* 1991), kanadischer Eishockeyspieler
- Landon Gare (* 1978), deutsch-kanadischer Eishockeyspieler
- Landon Carter Haynes (1816–1875), US-amerikanischer Politiker
- Landon Liboiron (* 1991), kanadischer Schauspieler
- Landon Curt Noll (* 1960), US-amerikanischer Zahlentheoretiker und Astronom
- Landon Pigg (* 1983), US-amerikanischer Singer-Songwriter
- Landon Ronald (1873–1938), englischer Dirigent, Musikpädagoge und Komponist
- Landon Wilson (* 1975), US-amerikanischer Eishockeyspieler

### Familienname
- Alf Landon (1887–1987), US-amerikanischer Politiker
- Castille Landon (* 1991), US-amerikanische Schauspielerin, Regisseurin und Drehbuchautorin
- Charles Paul Landon (1760–1826), französischer Maler
- Christa Landon (geborene Christa Fuhrmann; 1921–1977), österreichische Musikherausgeberin
- Christopher B. Landon (* 1975), US-amerikanischer Drehbuchautor und Regisseur
- H. C. Robbins Landon (1926–2009), US-amerikanischer Musikwissenschaftler
- Hal Landon Jr. (* 1941), US-amerikanischer Schauspieler
- Jennifer Landon (* 1983), US-amerikanische Schauspielerin
- Joe Landon (* 1976), US-amerikanischer Pornodarsteller
- Laurene Landon (* 1957), US-amerikanische Film- und Fernsehschauspielerin
- Leslie Landon (* 1962), US-amerikanische Filmschauspielerin und später Psychologin
- Letitia Elizabeth Landon (1802–1838), britische Dichterin und Romanschriftstellerin
- Margaret Landon (1903–1993), US-amerikanische Schriftstellerin
- Michael Landon (1936–1991), US-amerikanischer Schauspieler
- Michael Landon Jr. (* 1964), US-amerikanischer Schauspieler, Regisseur, Filmproduzent und Schriftsteller
- Nancy Landon Kassebaum (* 1932), US-amerikanische Politikerin
- Perceval Landon (1868–1927), britischer Kriegsberichterstatter und Schriftsteller
- Richmond Landon (1898–1971), US-amerikanischer Leichtathlet
- Shawna Landon (* 1971), US-amerikanische Schauspielerin
- Timothy Landon (1942–2007), kanadischer Nachrichtenoffizier, Regierungsberater und Geschäftsmann
- Truman H. Landon (1905–1986), US-amerikanischer General der Luftwaffe